# FSM (motocicleta)
FSM (o F.S.M., inicials del seu creador) fou una marca valenciana de motocicletes, fabricades a València per Francesc Sanz Marco entre 1949 i 1955.

## Història
Francesc Sanz era un mecànic hidràulic molt afeccionat a les curses de motociclisme, de manera que desenvolupà el seu propi model de velomotor, equipat amb un motor de 65 cc, amb el qual competia en curses locals. Més endavant va produir també una motocicleta de caràcter esportiu, amb motor bicilíndric de 125 cc.
La FSM bicilindrica, creada artesanalment per Sanz al reduït espai del seu taller de València, fou una moto revolucionària per a l'any en què fou concebuda (1952, tot i que es va matricular anys després).
Les FSM disputaren una vintena de curses territorials en les categories de 75, 100, i 125 cc entre 1950 i 1954, obtenint-hi força primers i segons llocs.
Un cop abandonada la fabricació de motocicletes, tornà a dedicar-se, des del seu taller, a la seva activitat inicial: la fabricació de productes per al sector de l'automoció.